# Radek Kronďák
Radek Kronďák (* 14. listopadu 1970) je bývalý český fotbalista. Od října 2024 je trenérem FC Silon Táborsko.

## Hráčská kariéra
V české lize hrál za FK Teplice. Nastoupil ve 20 ligových utkáních. Ligový debut si odbyl 11. srpna 1996 proti FK Viktoria Plzeň, posledním ligovým zápasem pro něho byl zápas proti Drnovicím 11. června 1997. V nižších soutěžích hrál za SK Alfa Brandýs nad Labem, SK Motorlet Praha, FK Arsenal Česká Lípa a FK Loko Vltavín.

## Ligová bilance
| Ročník                          | Zápasy | Góly | Klub                      |
| ------------------------------- | ------ | ---- | ------------------------- |
| 2. česká fotbalová liga 1993/94 | -      | 2    | SK Alfa Brandýs nad Labem |
| 2. česká fotbalová liga 1994/95 | 15     | 1    | FK Frydrych Teplice       |
| 2. česká fotbalová liga 1995/96 | 27     | 0    | FK Frydrych Teplice       |
| 1. česká fotbalová liga 1996/97 | 20     | 0    | FK Teplice                |
| 2. česká fotbalová liga 1997/98 | 12     | 0    | FK Arsenal Česká Lípa     |
| CELKEM 1. liga                  | 20     | 0    |                           |

## Trenérská kariéra
- FK Loko Vltavín
- TJ Jiskra Domažlice
- 1. FK Příbram
- MFK Chrudim
- FC Silon Táborsko